# Estêvão V da Hungria
Estêvão V (em húngaro: V. István; em croata: Stjepan VI.; em eslovaco: Štefan V; Buda, antes de 18 de outubro de 1239 — Ilha de Csepel, 6 de Agosto de 1272) foi rei da Hungria de 1270 até a sua morte.
Corria o ano de 1260, sendo ainda príncipe venceu em combate Otacar II da Boêmia.
Obrigou em 1262 o seu pai a entregar-lhe os territórios da Transilvânia e outras regiões orientais do reino. Governou os seus territórios de forma quase independente chegando a travar alguma lutas com o pai.
Morreu num combate com os sérvios que lhe tinham raptado um filho.

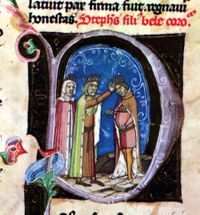
Coroação de Estevão V Árpád, rei da Hungria.

Brasão de Armas da Hungria antiga.

## Relações familiares
Foi filho de Bela IV da Hungria (1206 -?) rei da Hungria e de Maria Lascarina (1206 -?). Casou com Isabel da Cumânia (c. 1240 - 1290), rainha da Hungria, filha de Kuthen da Cumânia, cã da Cumânia (1242 -?) e de Galícia de Halicz de quem teve:
1. Isabel da Hungria (1255 -?), princesa da Hungria.
2. Catarina Arpad (1257 -?) princesa da Hungria, casou com Estêvão V Dragutin, rei da Sérvia.
3. Maria da Hungria (1257 – 1323) princesa da Hungria, casou com Carlos II de Nápoles, rei de Nápoles e da Cecília. Deste casamento nasceu Carlos Martel de Anjou, fundador da casa húngara dos Anjou.
4. Ana da Hungria casou-se com Andrónico II Paleólogo, Imperador  bizantino.
5. Ladislau IV da Hungria, rei da Hungria casou com Isabel de Anjou, princesa de Nápoles.
6. André da Eslavônia (1268 -?)

## Árvore genealógica da Casa de Arpades
|-